# Radio Albacete
Radio Albacete es la emisora de radio de la Cadena SER en Albacete y su provincia, que se emite desde el 100.3 de FM y 1116 de AM. Tiene su sede en la avenida de la Estación, 5 de Albacete y su actual directora es Justina Gómez. Es la emisora decana en Castilla-La Mancha y una de las más antiguas del país.

## Historia
Radio Albacete fue la primera emisora de radio que existió en Albacete. Nació en 1934 con el nombre de EAJ 44, comenzando sus emisiones el 4 de marzo en un ático de la calle Teodoro Camino. Fue fundada por la familia Cuevas, muy vinculada al periodismo.

## Programación
Generalmente emite la programación nacional de la Cadena SER, pero tiene varias citas de programación provincial:
- Hoy por hoy Castilla-La Mancha: De lunes a viernes no festivos 12.30 a 14.00  repasa la actualidad local con entrevistas, reportajes, debates...

- Ser deportivos Castilla-La Mancha: De lunes a viernes no festivos 15:20 a 16 Javier Pintado habla sobre todo lo relevante al deporte provincial, especialmente de Castilla-La Mancha con tertulias, entrevistas y humor.

También colabora con la realización de los programas de la SER a nivel regional como La ventana de Castilla-La Mancha o A vivir Castilla-La Mancha.

## Frecuencias
| Emisora                              | Frecuencia |
| Radio Albacete (onda media)          | 1116 AM    |
| Radio Albacete (frecuencia modulada) | 100.3 FM   |
| Los 40 Classic                       | 90.8 FM    |
| Los 40                               | 89.6 FM    |
| Cadena Dial                          | 98.3 FM    |
| Radiolé                              | 96.4 FM    |